# Gierszówka
Gierszówka – osada leśna w powiecie golubsko-dobrzyńskim, w woj. kujawsko-pomorskim, w gminie Ciechocin.
Około 400 metrów od najbliższej osady Franksztyn, położona w środku lasu. Na 51-arowej powierzchni stoi jeden dom, obecnie zamieszkany.
W latach 1975–1998 miejscowość należała administracyjnie do województwa toruńskiego.
Z torfowych łąk wypływa strumyk, który zasila wody Drwęcy. W odległości 2 km od osady znajduje się jezioro Okonin.